# 128622 Rudiš
(128622) Rudiš, denumire internațională (128622) Rudis, este un asteroid din centura principală de asteroizi.

## Descriere
128622 Rudiš este un asteroid din centura principală de asteroizi. A fost descoperit pe 4 septembrie 2004 la Observatorul Kleť, în cadrul proiectului KLENOT. Asteroidul prezintă o orbită caracterizată de o semiaxă mare de 3,05 ua, o excentricitate de 0,08 și o înclinație de 0,5° în raport cu ecliptica.